# 劉成勲
劉 成勲（りゅう せいくん）は、中華民国の軍人。川軍（四川軍）の軍指揮官の1人である。同時代の川軍軍人である劉湘・劉文輝と同姓同郷だが、血縁関係にはない。字は禹九。

## 事跡

### 民初の台頭
蝋燭売りの家庭に生まれた。劉成勲は、四川武備学堂速成班を卒業して四川の新軍に加入する。後に錫良の推薦により東三省総督趙爾巽の下に配属された。辛亥革命の際には、劉も部隊を率いて奉天（現在の瀋陽）の革命派に参加している。
1912年（民国元年）3月、劉成勲は四川省に戻り、統制劉存厚が率いる四川第4鎮の参謀長に任命された。同年7月、四川都督尹昌衡のチベット出征に参戦し、軍功をあげた。1914年（民国3年）、川辺鎮守使張毅から討逆軍総司令に任命され、反乱を起こした陳歩三の部隊を鎮圧している。
1916年（民国5年）12月に護国戦争（第三革命）が勃発すると、劉成勲は雅安で護国軍に呼応する。劉存厚から第2師第1混成旅旅長兼左翼総司令に任命された。そして蔡鍔率いる護国軍第1軍に合流し、北京政府軍との戦いで軍功をあげた。続く1917年（民国6年）における、劉存厚、羅佩金（雲南軍）、戴戡（貴州軍）の三つ巴の戦いでは、劉成勲は劉存厚を補佐して、その勝利に貢献している。1918年（民国7年）1月、第21師第22混成旅旅長に任命された。

### 劉水公
同年に北京政府派の劉存厚が南方政府派の熊克武に敗北して陝西省南部に敗走する。しかし劉成勲はこれに随従せず四川省内に留まり、劉湘らとともに熊を四川靖国軍総司令に推戴した。劉成勲は四川第4師師長に任命され、新津に駐屯した。1920年（民国9年）5月、熊は、省内からの雲南軍追放のために戦いを開始し、劉成勲を第3軍軍長に任命した。しかし劉成勲はこれに呼応せず、傍観している。同年7月、劉成勲は、広東軍政府から幇弁四川軍務に任命された。
同年8月、熊克武と劉存厚が和解して靖川軍を組織し、呂超討伐の戦いを開始すると、劉成勲もこれに参加した。まもなく熊と劉存厚が対立し、1921年（民国10年）、熊が劉存厚駆逐の戦いを開始する。劉成勲は熊に味方したものの、あくまで旗幟を掲げたのみで実際の軍事行動を起こさなかった。同年6月の川軍総司令劉湘が指揮する湖北省出征（「援鄂」）にも加わらず、傍観した。
以上のような、巧みな勢力保存の動きを揶揄され、川軍指揮官の間で劉成勲は「水漩」、一般人からは「劉水公」等と呼ばれた。

### つかの間の四川統治
1922年（民国11年）7月、第1軍軍長熊克武、第2軍軍長劉湘との戦い（「一、二軍之戦」）が始まる。第3軍軍長劉成勲は、熊から川軍臨時総司令の地位を提示されて、熊に味方した。そして他の川軍軍人に呼びかけて劉湘を攻撃し、これを撃破して下野に追い込んだ。10月、劉成勲は四川善後会議で川軍総司令に擁立される。さらに12月には、四川省議会から臨時省長に推戴された。ついに劉成勲は、四川の最高統治権を取得したことになる。
しかし、劉成勲の優位は長く続かなかった。劉成勲には他の川軍指揮官の台頭を抑える力量は無かったのである。1923年（民国12年）1月には、北京政府に味方した川軍第3師師長鄧錫侯等の討伐に失敗した。5月には臨時総司令、省長などの地位を失い、旧本拠地の新津に退却している。同年11月、劉湘が呉佩孚の支援により再起し、熊克武討伐を開始すると、劉成勲も劉湘に与して、熊を四川から駆逐した。

### 西康への転進、最終的敗北
その後の劉成勲は辺境地域への勢力拡大を図り、川辺鎮守使陳遐齢に攻勢を加え、雅安などを占領した。1924年（民国13年）12月、劉成勲は劉湘の後任として川辺防務督弁に任命される。次いで1925年（民国14年）2月には、同職を改組した西康屯墾使に任命された。
しかし、まもなく呉佩孚の支援を受ける四川督理楊森が四川統一の戦いを発動する。この際に、劉成勲が真っ先に楊の標的にされ、敗北を重ねた。幸いにも、劉湘ら他の川軍指揮官が反楊森に回り、劉成勲もこれに呼応することで楊を撃退することができた。
1926年（民国15年）、国民政府の北伐が優位であることを知ると、劉成勲もこれに呼応する。同年11月、国民革命軍第23軍軍長に任命され、12月に雅安で就任宣誓を行った。劉成勲は同じく国民革命軍に加わった劉湘、劉文輝に北伐への参戦を呼びかけている。ところが四川を離れることを望まなかった劉湘・劉文輝は急遽連合を結成し、劉成勲討伐を開始した。劉成勲はこれに敵し得ず、本拠地の雅安も陥落させられてしまう。ついに1927年（民国16年）6月、劉成勲は下野を宣言した。これにより、劉成勲の軍事・政治の経歴は、完全に終了したのである。以後、果樹園経営などで晩年を送った。
1944年（民国33年）12月、大邑にて病没。享年62。